# Mushtaq Rasem Abdullah
Mushtaq Rasem Abdullah (ur. 12 sierpnia 1973) – australijski zapaśnik walczący w stylu wolnym. Trzykrotny uczestnik mistrzostw świata, jedenasty w 1998. Brązowy medalista Igrzysk Wspólnoty Narodów w 2002. Wicemistrz Igrzysk Oceanu Spokojnego w 1995. Pięciokrotny mistrz Oceanii, w latach 1995 – 2002. Wicemistrz Wspólnoty Narodów w 1995 roku.